# Kebe
Kebe je priimek v Sloveniji, ki ga je po podatkih Statističnega urada Republike Slovenije na dan 1. januarja 2010 uporabljalo 176 oseb.

## Znani nosilci priimka
- Dimitrij Kebe, zasebni raziskovalec, publicist (Hervardi)
- Gregor Kebe (1799–1885), kmet samouk, opazovalec pojavov na Cerkniškem jezeru
- Franc Kebe, agronom, argrarni ekon./drž. uradnik
- Janez Kebe, duhovnik, častni kanonik
- Leon Kebe, naravovarstvenik, ornitolog, gozdar
- Lojze Kebe - Štefan, komunist, prvoborec in narodni heroj
- Tone Kebe, tiflopedagog
- Vekoslav Kebe, konservator in popularizator cerkniške dediščine, izdelovalec drevakov...